# Hino Dutro
Hino Dutro — семейство среднетоннажных грузовых автомобилей производства Hino Motors, серийно выпускаемых с 2002 года. Основными конкурентами в Японии являются Toyota Dyna и Toyota Toyoace.

## Первое поколение (2002—2011)
Первое поколение Dutro производилось в 2002—2011 годах на шасси Toyota Dyna. Модели XZU комплектовались дизельными двигателями внутреннего сгорания мощностью 105, 130 или 150 л. с. Трансмиссия автомобилей — 5-ступенчатая механическая. 
В семейство также входили экологические модели DPR и DPNR. Исключение составляет модель RZU с бензиновым двигателем внутреннего сгорания мощностью 144 л. с., который может быть газомоторным.

## Второе поколение (2011—настоящее время)
Современная версия Dutro производится с 2011 года. В 2019 году был проведён рестайлинг. С 2021 года модель Dutro второго поколения производится под индексом M.